# Lei Molin

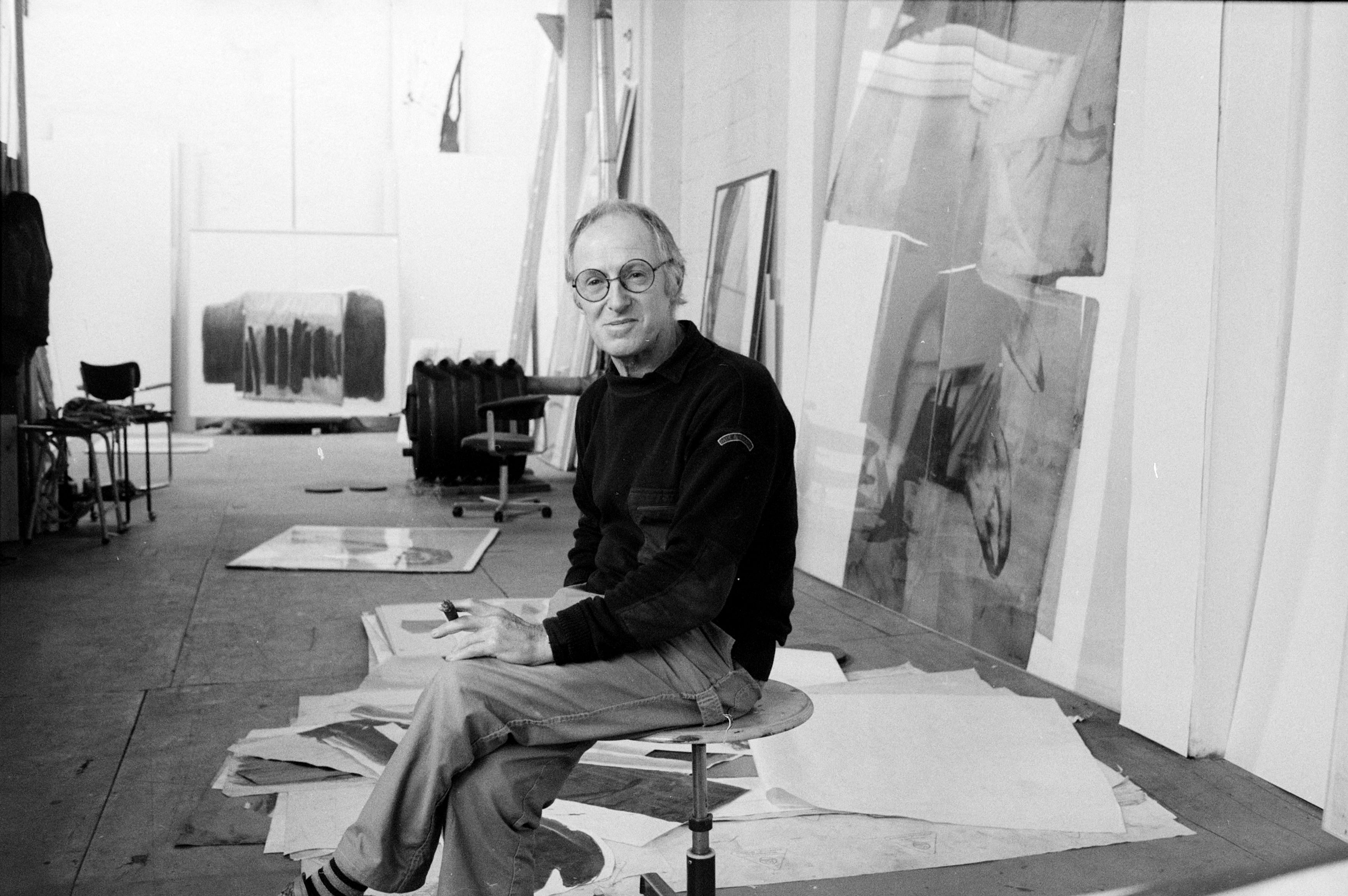
Lei Molin in atelier, 1984

Lei Molin (Berg, 16 augustus 1927 - Eindhoven, 10 januari 1990) was een Nederlands kunstschilder. Hij was getrouwd met de galeriehoudster Nine van Caldenborgh.
Het vroege werk van Molin is beïnvloed door het impressionisme. Tijdens zijn Valkenburgse periode schilderde hij in olieverf grote, abstracte doeken in uitbundige kleuren, waarbij Karel Appel een groot voorbeeld was. Daarnaast figuratieve tekeningen en gouaches in zwart-wit: landschappen, dorpsgezichten en portretten. In de jaren zestig verhuisde Molin naar Amsterdam. Hier sloot hij zich aan bij de zogenaamde "Amsterdamse Limburgers", waarvan ook Pieter Defesche, Jef Diederen, Ger Lataster en Marianne van der Heijden deel uitmaakten.
In Amsterdam kwam hij onder invloed van Cobra en het minimalisme. Hij beperkte zich tot abstract werk, de uitbundige kleuren verdwenen uit zijn schilderijen en hij maakte vooral gebruik van wit, zwart en grijs. Vanaf de jaren 80 kwam de kleur in zijn werken terug en maakte hij een bijzonder expressieve periode door. Hij gebruikte onder andere plastic folie die hij in zijn schilderijen verwerkte. Molin heeft een aantal jaren in IJmuiden gewoond, waar hij zich liet inspireren door de havens. Het resultaat waren onder andere objecten, gemaakt van strandgoed.
In 1988 werd aan hem de Jeanne Oosting Prijs toegekend.

## Weblinks
- biografie: Overzichtsexpositie museumvalkenburg.nl
- museum: schunck.nl
- online galerie: artnet.com artnet.com
- online galerie: lotsearch.de[dode link]

- Bibliothèque nationale de France: cb131948959 (data)
- Biografisch Portaal: 90235054
- Gemeinsame Normdatei: 119277212
- International Standard Name Identifier: 0000 0000 6676 5533
- Library of Congress Control Number: n86026128
- Nederlandse Thesaurus van Auteursnamen: 070812071
- RKD-Nederlands Instituut voor Kunstgeschiedenis: 56693
- Système universitaire de documentation: 241606160
- Union List of Artist Names: 500056182
- Virtual International Authority File: 35928669
- WorldCat: E39PBJht4kfhQtGFGQfmMM6kDq